# Пек (Лаос)
Пек — один з районів (лаос. ເມືອງ муанг) провінції Сіангкхуанг, Лаос.